# فوم پاششی
عایق فوم پاششی یا عایق افشانه فوم (به انگلیسی: spray foam) یک نوع عایق ساختمان است که می‌تواند در دیوارها، سقف‌ها، درزها و منافذ باز و دیگر بخش‌های ساختمان استفاده شود، همچنین برای حفظ گرما در فصل‌های سرد (یا سرما در تابستان) استفاده می‌شود. این نوع عایق از رزین و مواد شیمیایی، مانند پلی اورتان (Polyurthane) یا دیگر ایزوسیانات ها(Isocyanate) تشکیل شده‌است. هنگام پاشش به صورت افشانه، مواد شیمیایی و رزین به صورت فوم گسترش می‌یابد و در محل جامد می‌شود. توصیه شده افشانه فوم عایق توسط متخصصان به کار گرفته شود، اما خودتان نیز تاحدودی می‌توانید از این محصول در مواردی استفاده کنید، اگر چه اقدامات ایمنی به شدت در طول پروسه توصیه می‌شود. در پروژهای بزرگ از دستگاه‌های فشار قوی استفاده می‌گردد که می‌تواند مساحت زیادی را در زمان کوتاهی با عایق پاششی پلی یورتان عایق نماید.

## تاریخچه
فوم پاششی پلی اورتان اسپری فوم پلی اورتان، رایج‌ترین نوع از افشانه فوم عایق، در ۱۹۴۰ایجاد شد و مورد استفادهٔ ارتش برای استفاده در هواپیماها بکار گرفته شد. در آغاز دهه ۱۹۷۰ به عنوان عایق فوم مورد استفاده قرار گرفت.

## نحوه عملکرد
هنگامی که عایق فوم افشانده می‌شود، روی سطح را می‌پوشاند و به سرعت گسترش می‌یابد، و به صورت جامد فوم مانند جامد می‌شود. این خشک شدن سریع، باعث ایجاد عایقی نسبتاً دائمی خواهد شد که نه ترک می‌خورد و نه تغییر شکل می‌دهد. اگر فوم فراتر از منطقه مورد نظر گسترش بیابد، عایق اضافی را می‌توان به اندازه مورد نظر برش داد.

## موارد ایمنی
عایق افشانه فوم در زمانی که افشانده می‌شود تا حدودی برای انسان خطرناک است، اگر تجهیزات ایمنی مناسب و لباس پوشیده مناسب نداشته باشید، ذرات می‌توانند به چشم، پوست یا در صورت تنفس از طریق دهان و بینی به بدن آسیب وارد کنند. مواد شیمیایی می‌تواند چشم‌ها و دستگاه تنفسی را تحریک و باعث التهاب یا سوزش در پوست شوند. این است که پوشیدن عینک ایمنی، ماسک تنفسی، دستکش، لباس‌های آستین بلند و شلوارهای بلند زمان پاشش عایق فوم برای افراد توصیه می‌شود.

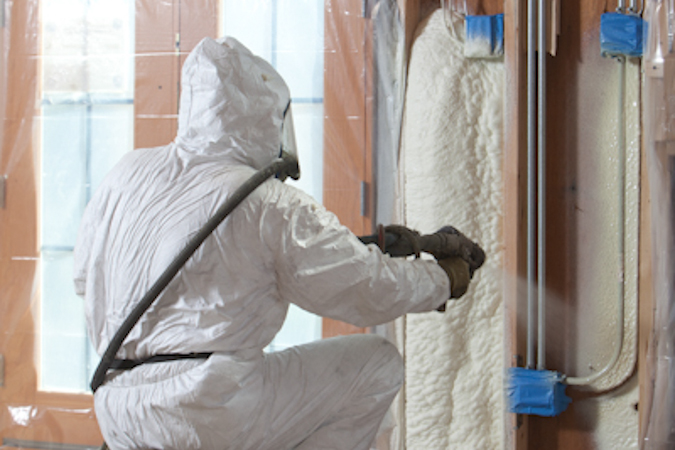
تصویر اجرای فوم پاششی

## انواع
افشانه فوم در انواع مختلف دسته‌بندی می‌شوند و به‌طور کلی از لحاظ کاربرد به دو نوع سلول باز و سلول بسته دسته‌بندی می‌شوند.

### عایق فوم سلول باز
سلول باز یک نوع فوم است که در آن منافذ کوچک به‌طور کامل بسته نشده‌است. سلول باز است ارزان‌تر است به دلیل که آن را با استفاده از مواد شیمیایی کمتر و در حجم بیشتر تولید می‌کنند. این نوع افشانه فوم یک مانع بسیار خوب برای هوا است اما هیچ نوع عایق ضد آبی ارائه نمی‌دهد؛ و به این دلیل است که برای کاربرد در فضای باز توصیه نمی‌شود. بیشتر در ظاهر شبیه اسفنج و اغلب برای دیوارهای داخلی استفاده می‌شود. دلیل استفاده این نوع فومها، کاهش صدا توسط نوسانات حرکت عایق موجود و کاهش انتقال حرارت است.

### عایق فوم سلول بسته
عایق فوم سلول بسته بسیار چگال تر از سلول باز؛ و ساختار سلولی فشرده تر کوچک‌تر و تراکم بیشتری دارد. این نوع یک مانع بسیار خوب بر ای هوا است و همچنین به عنوان یک مانع بخار آب (عایق رطوبتی) استفاده می‌شود. این است که اغلب در پروژه‌های سقف یا دیگر برنامه‌های کاربردی در فضای باز استفاده می‌شود، برای نمونه در برج میلاد تهران عایق کف سکوی دید باز برج میلاد با این نوع فوم عایق کاری و بعد روی آن سنگفرش شده‌است. البته می‌توان در هر نقطه داخل ساختمان برای عایق رطوبت و برودت استفاده شود. همچنین برای عایق کاری استخرها و پارک‌های آبی مسقف و روباز نیز استفاده می‌شود.

### فوم پلی یورتان غیر قابل اشتعال
معمولا فوم‌های پلی یورتان آتش را به خود جلب می‌کنند. اخیرا نوعی از فوم پلی یورتان وارد بازار شده‌است که شعله ور نمی‌شود.

## مزایا
عایق افشانه فوم موجب صرفه جویی در هزینه‌های انرژی. مطالعات انجام شده توسط وزارت انرژی ایالات متحده نشان می‌دهد که ۴۰ درصد اتلاف انرژی ساختمان‌ها در نتیجه نفوذ هوا از طریق دیوارها، پنجره‌ها و درگاه است. ساختمان تحت پوشش با اسپری فوم عایق به‌طور معمول تا ۵۰ ٪ بهتر از عایق‌های سنتی عایق بندی می‌شود.
عایق رطوبت است و ساختمان‌ها را دربرابر فرسایش ناشی از رطوبت محافظت می‌کند و برای کاهش رشد باکتری‌های مضر مثل کپک، بوی رطوبت، حذف قارچ بسیار مفید است. این خواص در مرغداری‌ها و سالن‌های پرورش دام بسیار مهم است.
علاوه بر حفظ درجه حرارت ساختمان و کنترل رطوبت، افشانه فوم عایقی است که اغلب برای کاهش سر و صدا استفاده می‌شود. عایق فوم به عنوان یک مانع برای تلفن‌های موبایل موجود در محیط عمل می‌کند و باعث کاهش انتقال صدا در هوا از طریق یک ساختمان در سقف، کف و دیوار می‌شود.

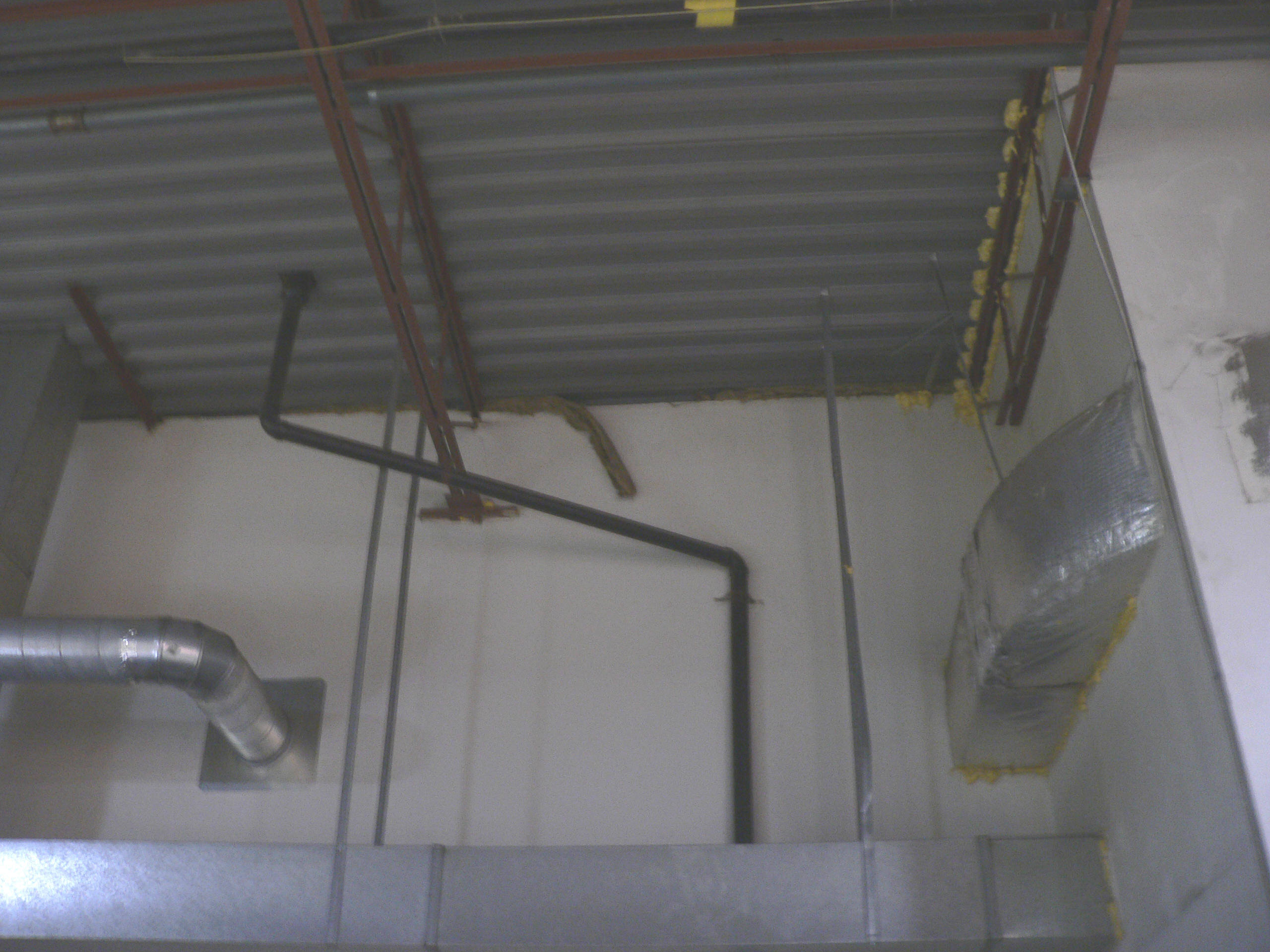
تصویر اجرای فوم پاششی

در ایالات متحده، خانه‌های عایق کاری شده با افشانه فوم عایق اغلب برای کاهش مالیات ایالتی و فدرال واجد شرایط شناخته می‌شوند.
برای اجرای عایق رطوبتی در مکان‌هایی که امکان تمدید عایق وجود ندارد، از فوم پاششی پلی اورتان سلول بسته استفاده می‌شود. چرا که این نوع عایق ضریب اطمینان بالایی دارد و همچنین پاک کردن فوم آن از سطح کار، به هیچ وجه ساده نیست.

## برخی ویژگی‌های بارز فوم پاششی
- سرعت اجرای بسیار بالا ( برای ساختمان روزانه 300 و سوله 700 مترمربع )
- دسترسی به نقاط کور ساختمان مانند تأسیسات، سقف، لوله ها، داکت ها و اتصالات
- نفوذ ناپذیر در برابر آب و رطوبت و قابل شستشو
- سبک سازی سازه
- چسبندگی بسیار عالی بدون نیاز به چسب، پیچ و جوشکاری
- 40 سال عمر مفید
- 50– تا 110 درجه سانتیگراد مقاومت دمایی
- گرید B2 خود خاموش شونده
- دارای استاندارد انجمن مواد و آزمون امریکا ASTM

## معایب
پاک کردن این مواد از روی سطوح کار شده کار سختی است و جاهایی را با این فوم بپوشانید که نیاز به بازرسی یا تعمیرات نداشته باشد.
همچنین برای گاز متصاعد شده هنگام کار برای مجریان مضر است و هنگام کار موارد ایمنی را باید رعایت کرد.
عدم جذب در محیط زیست، و چرخه بازیافت ۴۰۰ ساله از معایب انواع پلی یورتان است.